# Bund der Architekten der DDR
Der am 31. Oktober 1952 als Bund Deutscher Architekten neugegründete und im März 1971 umbenannte Bund der Architekten der Deutschen Demokratischen Republik (BdA/DDR) war eine Berufsorganisation. Aufgaben des BdA waren u. a.:
- Weiterbildung der Architekten
- Förderung der sozialistischen Architektur und des sozialistischen Städtebaus
- Mitwirkung bei Planung und Ausführung von Investitionsvorhaben
- Mitgestaltung von Architektenwettbewerben

Seit 1955 war der BdA Mitglied des Union Internationale des Architectes (UIA) und seit 1958 des Internationalen Verbandes für Wohnungswesen, Städtebau und Raumordnung (IFHP).
Der BdA war Mitherausgeber der Zeitschriften Architektur in der DDR, Landschaftsarchitektur und Farbe und Raum. Seit 1970 wurden „verdiente Mitglieder“ des BdA mit der vom Ministerrat der DDR gestifteten Carl Friedrich Schinkel-Medaille geehrt.
Nach einer Meinungsumfrage unter den Mitgliedern wurde der BdA zum 30. November 1990 aufgelöst.

## Präsidenten
- Hanns Hopp (1952–1965)
- Edmund Collein (1966–1975)
- Wolfgang Urbanski (1975–1982)
- Ewald Henn (1982–1989)